# Michel Leclère
Michel Leclère, francoski dirkač Formule 1, * 18. marec 1946, Mantes-la-Jolie, Pariz, Francija.
V sezoni 1972 je osvojil prvenstvo Francoske Formule 3. V Formuli 1 je debitiral v sezoni 1975, ko je nastopil le na zadnji dirki sezone za Veliko nagrado ZDA in odstopil. V naslednji sezoni 1976 je nastopil na sedmih dirkah in kot najboljši rezultat kariere dosegel deseto mesto na dirki za Veliko nagrado Španije, kasneje pa ni več nikoli dirkal v Formuli 1.

## Popolni rezultati Formule 1
(legenda) (odebeljene dirke pomenijo najboljši štartni položaj, poševne pa najhitrejši krog, †-uvrščen kljub odstopu)
| Leto | Moštvo                     | Šasija             | Motor   | 1   | 2      | 3        | 4      | 5      | 6      | 7       | 8      | 9   | 10  | 11  | 12  | 13  | 14      | 15  | 16  | Prv | Toč |
| ---- | -------------------------- | ------------------ | ------- | --- | ------ | -------- | ------ | ------ | ------ | ------- | ------ | --- | --- | --- | --- | --- | ------- | --- | --- | --- | --- |
| 1975 | Elf Team Tyrrell           | Tyrrell 007        | Ford V8 | ARG | BRA    | JAR      | ŠPA    | MON    | BEL    | ŠVE     | NIZ    | FRA | VB  | NEM | AVT | ITA | ZDA Ret |     |     | -   | 0   |
| 1976 | Frank Williams Racing Cars | Wolf-Williams FW05 | Ford V8 | BRA | JAR 13 | ZZDA DNQ |        |        |        |         |        |     |     |     |     |     |         |     |     | -   | 0   |
| 1976 | Walter Wolf Racing         | Wolf-Williams FW05 | Ford V8 |     |        |          | ŠPA 10 | BEL 11 | MON 11 | ŠVE Ret | FRA 13 | VB  | NEM | AVT | NIZ | ITA | KAN     | ZDA | JAP | -   | 0   |